# Klek-Neum
Klek-Neum (także Neumski zaljev) – zatoka w Bośni i Hercegowinie i Chorwacji, część adriatyckiego Kanalu Maloga Stona.

## Opis
Jest położona na południowy wschód od ujścia Neretwy. Od reszty Kanalu Maloga Stona odseparowana jest półwyspem Klek. Jej wymiary to 7,7 × 1,6 km, a maksymalna głębokość to 27 m. Większość zatoki leży po stronie bośniacko-hercegowińskiej. Położone nad nią są dwie miejscowości: bośniacko-hercegowińskie Neum i chorwacki Klek. Oddziela je od siebie przejście graniczne zlokalizowane na Magistrali Adriatyckiej.